# تشارلي بورنس (لاعب هوكي الجليد)
تشارلي بورنس (بالإنجليزية: Charlie Burns)‏ هو لاعب هوكي الجليد كندي وأمريكي، ولد في 14 فبراير 1936 في ديترويت في الولايات المتحدة.

## وصلات خارجية
- تشارلي بورنس على موقع دوري الهوكي الوطني (الإنجليزية)
- تشارلي بورنس على موقع قاعة مشاهير الهوكي (لاعب أن.إتش.أل) (الإنجليزية)
- تشارلي بورنس على موقع EliteProspects.com (الإنجليزية)
- تشارلي بورنس على موقع HockeyDB.com (الإنجليزية)
- تشارلي بورنس على موقع Hockey-Reference.com (الإنجليزية)